# غلين إليس
غلين إليس (بالإنجليزية: Glenn Ellis)‏ (31 أكتوبر 1957 بداجنهام في المملكة المتحدة - ) هو لاعب كرة قدم بريطاني في مركز حراسة المرمى. لعب مع إيبسويتش تاون وكولتشستر يونايتد وHarlow Town F.C. ‏ ولوستوفت تاون ‏.